# 御附家老
御附家老（おつけがろう）は、江戸幕府初期、将軍家の連枝を大名として取り立てた際に、特に将軍から直接の命令を受けてその者の家老に附属された家臣のことをいう。江戸時代には、将軍から附けられたことから「御附家老」と呼ばれたが、現在では単に附家老（つけがろう）ということが多い。多い場合は十数人付けられたらしいが、通常はそのうちの筆頭家老を指す。附家老家の中でも徳川御三家の筆頭附家老5家が特に知られている。

## 概要
将軍の一族から大名に取り立てられた人物には、小姓などの側近を除いて固有の家臣はいないので、藩政を担う家老はみな将軍家から付けられた者となるが、ここでいう附家老は、政務や軍事の補佐を行うとともに藩主の養育の任も受け、江戸幕府の意向に沿うことも期待されていた。したがって身分としては、藩主の家来というよりも将軍直属のお目付け役という性格が強い。時代が下るにしたがって、藩ごと、附家老家ごとに考え方に差ができ、藩主に忠実に仕えて将軍家と対抗しようとしたり、逆に陪臣身分からの脱却を画策して藩主と対抗したり、財政支援と引き換えに将軍家・御三家出身の後継藩主を迎えて幕府の影響を強めるなど、政策と主導権を巡って藩内で派閥抗争を繰り広げる人物もいた。特に尾張徳川家の成瀬家・竹腰家、紀伊徳川家の安藤家・水野家、水戸徳川家の中山家の計5家が御三家の政策を強く左右することとなった。慶応4年（1868年）1月24日、新政府により御三家の附家老5家は独立大名に取り立てられた。この5家は明治17年（1885年）の華族令でいずれも男爵になっている。他の大名家は子爵となったが、これは明治以降に堂上公家または諸侯大名に取り立てられて華族に列した者は一律男爵とする内規に基づいたもので、特に旧附家老家を差別待遇したものではない。

## 御三家の御附家老
初代の附家老はそれぞれ、将軍より親藩藩主の育成や統治、幕府との調整などを命じられており、使命感を持って附家老を勤めた。しかし、江戸幕府が整備されていく上で、附家老5家体制が整った後、5家は大名格の所領を持ちながら陪臣として家格が低かったため、連帯して幕府に譜代大名並みの待遇を求めた運動を行った。元々、直参幕臣と親藩陪臣という立場の差から抵抗を感じる者もいた。例えば家康は尾張義直と紀州頼宣の附家老に松平康重と永井直勝を考え、内意を伝えたところ、両人ともに家康に仕え続けることを希望した。また、頼宣の附家老となった水野重央も一度は辞退しており、その子重良はもっと明確に拒否を表明して、2,000石の直参として秀忠・家光に仕えたまま、父の遺跡を継承して附家老となることを拒み、重央が元和7年（1621年）11月12日に没した後、約2年も跡を継がずに弟の定勝に3万5,000石の大禄を譲ることを希望した。結局、秀忠と家光の説得により、元和9年（1623年）6月に家督を継いで附家老となったが、その約2年の間は附家老の水野家は無主であった。

### 尾張徳川家
- 平岩氏（尾張犬山12万3,000石）
徳川十六神将の1人である平岩親吉が、慶長12年（1607年）閏4月26日より徳川義直の附家老となる。親吉は慶長16年（1612年）12月晦日没し、無嗣により除封された。
- 成瀬氏（尾張犬山3万5,000石）
成瀬正成が元和2年（1616年）より徳川義直の附家老となる。慶応4年（1868年）1月24日明治政府により9代正肥が独立大名と認められる。
- 竹腰氏（美濃今尾3万石）
徳川義直の異父兄である竹腰正信が元和5年（1619年）より徳川義直の附家老となる。慶応4年（1868年）1月24日明治政府により10代正旧が独立大名と認められる。
- 渡辺氏（三河寺部1万4000石）
徳川十六神将の1人である渡辺守綱が、慶長18年（1613年）より徳川義直の附家老となる。大坂の陣では初陣の義直を後見した。
- 石河氏（美濃駒塚1万石）
徳川義直の異父兄である石川光忠が、慶長17年（1612年）より附家老となる。ひ孫の正章の代に石河（いしこ）氏へ改姓。

### 紀伊徳川家
- 安藤氏（紀伊田辺3万8,000石）
駿府を拠点とした大御所・家康の側近であった安藤直次は同時に、同じく駿府城主であった頼宣の補佐を命じられた。大坂の陣に際しては頼宣の軍を実質率いつつ、家康の幕下にて全軍の指揮をも担当した。戦後、遠江掛川城主となる。元和5年（1619年）の頼宣の紀州藩転封にも付随し、同年7月19日田辺城3万8,000石を与えられた。以降、一族や紀州藩主家、他の大名家などから養子を迎えるなどしつつも存続した。明治維新後、慶応4年（1868年）1月24日明治政府により16代直裕が独立大名と認められる。安藤家は基本的に国詰めで国政をとる家老であったとされる。
- 水野氏（紀伊新宮3万5,000石）
幕臣（大番頭）6,000石であった水野重央は水戸藩主となった頼宣の傅役を命じられ、駿府藩転封後は遠江浜松城2万5,000石となる。元和5年（1619年）の紀州藩転封後、同年7月19日に新宮城3万5,000石を与えられた。2代目の重良は一旦直臣旗本となっていたため余計に陪臣である附家老家の相続を嫌い、直臣化の運動を行うが大御所秀忠・将軍家光らに説得されて家督を相続する。明治維新後、慶応4年（1868年）1月24日明治政府により10代忠幹が独立大名と認められる。水野家は基本的に江戸詰めで外政・対幕政担当であったとされる。
- 三浦氏（紀伊貴志1万6,300石）
頼宣の生母養珠院の兄である三浦為春（安房正木氏）は元は安房里見氏家臣であったが、里見氏改易の後に家康に招聘され正木氏より三浦氏に復姓。家康側室の妹の縁により、家康の命で早くから頼宣の傅役を命じられており、頼宣の常陸水戸藩主時代、駿河駿府藩主時代にもそれぞれ領地を与えられている。紀州藩成立時もそのまま付随し、紀伊国那賀郡貴志荘1万5,000石を与えられ貴志城を築城した。その後三浦家は、幕府直臣化を断る、紀州藩主家から養子を迎えるなどしつつ、幕末に至った。
- 久野氏（伊勢田丸1万石）
久野氏は元々駿河今川氏家臣であり、遠江久野城を領していた。その後徳川家康の支配に入り、家康の関東転封に付随して下総国佐倉藩1万3,000石を与えられた。のち当主が事件を起こし大幅減封となったが、関ヶ原の合戦以降加増され旧領遠江に復していた。久野宗成（8,500石）は慶長14年（1609年）に頼宣が駿府藩主となるとその支配下に入り、頼宣の紀州藩転封時にもそのまま付随させられた。「元和五年頼宣公国替之節、台徳院様（徳川秀忠）より御附人仰付けられ勢州田丸城仰付けられ候」と田丸城入城の記録があり、他の紀州藩附家老と同時期に付属させられたことがわかり、同時期に紀州藩の伊勢国内領である田丸の支配を任されていることかわかる。田丸領は幕末までそのまま久野氏が支配した。

### 水戸徳川家
- 水野氏（安房・上総国内　石高不明）
  - 水野分長が徳川頼房の附家老となる。分長は元和9年（1623年）没し、無嗣により除封された。
- 中山氏（常陸松岡→常陸太田→常陸松岡［手綱］2万5,000石）
中山信吉が徳川頼房の附家老となる。慶応4年（1868年）1月24日明治政府により14代信徴が独立大名と認められる。

### 政務地
一般的な政務地として附家老たちは次のような形態をとっていた。
- - 尾張家の成瀬氏と竹腰氏は江戸と名古屋に分かれ、毎年9月に交代していた[1]。
  - 紀州家の安藤氏は紀州の国詰めであり、水野氏は江戸詰めであった。
  - 水戸家の中山氏は藩主とともに、江戸在府で政務をとることが多かった。

### 江戸屋敷
御三家の附家老5家は、江戸初期の慶長の頃より主家とは別に江戸屋敷を拝領していた。それぞれの主家屋敷の周りに屋敷を構えており、基本は国詰め政務の紀州安藤家以外の附家老屋敷は、時代とともに敷地を拡大していった。

### 待遇改善の運動
幕府に対して、初めて附家老の待遇改善を要求したのは、水戸の中山家第10代信敬であった。信敬は水戸第5代藩主の徳川宗翰の実子で、第6代藩主治保の実弟である。明和8年7月に中山家を相続し、兄から水戸藩政も任されると、江戸城内での待遇改善を幕閣に働きかけた。文化13年1月、老中水野忠成に八朔五節句の単独登城と将軍御目見を陳情したことをスタートに、それ以前は陪臣として藩主との随伴登城しか許されていなかった待遇からの脱却を図った。信敬以降、他の附家老も連帯して譜代大名並みの待遇を求めていった。特に安藤直次と成瀬正成は、江戸時代初期に大御所となった徳川家康の駿河政権に参画した。家康側近として江戸・伏見・駿河に随伴し、駿河年寄として本多正純、村越直吉、大久保長安、板倉勝重などと共に幕府運営のための文書に連署するなどの重責を担ったまま、同時に義直・頼宣の附家老に任じられた。これら2家の歴史は、立場が異なれば老中を輩出する譜代大名となったであろうことから、子孫による附家老の家格上昇運動の意識に影響を与えた。
八朔五節句の単独登城については、文政8年3月8日の水戸藩家老衆の通達によると、まず成瀬・安藤の両家が単独登城を果たし、中山家他の附家老も続くことに成功した。安藤直裕は天保2年12月に日光奥之院の安藤直次の石碑が埋もれているのを発見し、それを譜代大名の石碑の列に再建したい旨を幕府に申し出たが、同列の再建を許されず、成瀬・竹腰・中山の石碑が譜代大名の石碑の列にあることからさらに陳情を繰り返した。また、独立大名が将軍の代替わり時に提出する誓詞を、附家老も提出したいという5家連帯の家格向上運動は、水戸藩主徳川斉昭の妨害により挫折したが、江戸城内に独自の詰間を保有する改善要求は、文政7年の安藤直馨以降より直接懇願されており、嘉永6年5月には老中阿部正弘に水野忠央が雁之間を詰間にほしいと具体的な場所を指定した懇願を提出した。紀州藩の水野忠央が藩政を掌握して縁組で幕府に食い込み、紀州藩から養育した将軍を就任させ、また逆に将軍家よりの養子藩主を受け入れることで権力を強化し、5家連帯の運動よりさらに突出して、紀州藩の水野・安藤2家に菊之間席を与えるように幕府に求めた。しかし、それは5家の足並みを乱して反発を招き、また将軍の側室には大名の子女より迎えないという原則を破る批判もあった他、幕府側から見れば御三家をコントロールする機能の存続を期待された附家老が独立するということは機構上も許されることではないという構造的問題と限界があり、独立は認められなかった。

## 御三家以外の御附家老

### 駿河徳川家
徳川忠長の駿河徳川家にも幕府から附家老が配置されたが、御三家附家老並の立場にあったのは朝倉宣正と鳥居成次の2名であった。徳川秀忠の治世下において従二位権大納言は尾張家義直（61万9,500石、慶長5年生まれ）、紀州家頼宣（55万5,000石、慶長7年生まれ）、駿河家忠長（55万石、慶長11年生まれ）の3家で並んでおり、水戸家頼房（28万石、慶長8年生まれ）は権中納言で官位と石高で一段劣っていた。将軍家光の代になり忠長が甲州蟄居、高崎幽閉から最終的に切腹となり家が解散となると、家臣たちは他家預かりとなり、家臣団は解体させられたが、両附家老は他の家臣と異なり、忠長の行状を正すことができなかった監督責任を問われて改易され、冷遇された。改易された出羽国最上氏の元家臣であった鮭延秀綱は秀忠より忠長の附家老となることを要請されたが、これを固辞したとされる。
- 朝倉宣正（遠江掛川2万6,000石）
寛永元年（1624年）より徳川忠長の附家老となる。寛永9年（1632年）忠長に連座し除封された。
- 鳥居氏（甲斐谷村［郡内］3万5,000石）
鳥居成次が元和2年（1616年）より徳川忠長（甲斐府中20万石→駿河府中50万石）の附家老となる。2代忠房は寛永9年（1632年）10月28日忠長に連座し除封された。

### 越前松平家
越前松平家は家康の次男秀康に附家老として本多富正が付けられ、秀康没後を継いだ忠直には加えて本多成重が付けられた。
- 本多氏（越前府中(武生)3万9,000石のち4万6,300石→半減）
本多富正（本多重次の甥）は側近として仕えていた徳川家康の次男・結城秀康が慶長6年（1601年）に越前藩一国68万石に入封した際に附家老として従い、府中3万9,000石を与えられ内政を発揮、次代の松平忠直の下でも引き続き執政・補佐を務め大坂の陣でも活躍。元和9年（1623年）2月に忠直が配流処分されたため、寛永元年（1624年）に同母弟・松平忠昌が相続した越前北ノ庄50万石に幕命により付属して、改めて府中4万6,300石を拝領した。以降幕末まで越前家筆頭家老として代々執政を行う。当初は鬼作左・本多重次自身、もしくはその子（後述の本多成重）を望まれていたのだが、陪臣扱いを嫌って甥（実父は死別。重次が養育）を代わりに立てたとも言われている。忠直の改易・流罪の際は独立大名化を打診されたが、越前松平家（藩初代の秀康）への恩義があると言って、正式な独立を固辞した。一方、幕府では大名待遇を受けており、大名行列を組んでの参勤交代、その際の長刀を掲げたまま、および駕籠に乗ったままでの関所通過を許可され、江戸城内においては柳の間詰め（四位以下の大名並）であり、幕府より浅草（後に本所）に江戸屋敷を拝領している。将軍家の慶弔行事では諸大名と並んで献上を行い、江戸在勤の折は将軍に必ず御目見え、拝領物を頂く慣例となっており、これらの待遇も独立大名並であった。福井本藩の御家騒動により本藩が半知減封処分とされた際、本多家の武生領も半減の2万石台となった。しかし明治維新のち廃藩置県後に本多家は陪臣として扱われ、旧大名家格ではない「士族」とされるが、旧家臣および旧領民らがこれを不服として明治3年（1870年）に武生騒動を起こした。武生騒動の影響もあり、明治12年（1879年）に改めて華族に列せられ、明治17年（1884年）に男爵となった。
- 本多氏（越前丸岡4万石）
本多成重（本多重次の子）は幕臣として5,000石を食んでいたが、慶長18年（1613年）松平忠直（越前75万石）付の附家老となり、若年の忠直を前述の本多富正と共に支え、大坂の陣などに活躍。一説には重次が、送り込んだ甥の出世を見て、実子を福井藩にねじ込んだ（なので新参なのに石高が富正より少し高い）、ともされる。丸岡4万石を与えられ、丸岡城を居城とした。忠直が後に改易・流罪となった際、成重は幕府により独立大名化を打診され、寛永元年（1624年）5月に丸岡藩4.63万石の独立した譜代大名となった。

### 御三卿
江戸時代中期に創設された御三卿は将軍家における部屋住みとしての性格が強く、独自の領地を持たずに幕府から賄料（経費）を支給され、家中運営のための家臣も幕府から出向した幕臣の「御付人」と「御付切」、独自採用の「御抱入」から構成された。特に御付人は家老をはじめ「三殿八役」と総称された上級役職のみを担当した。御三卿の初代家老には、以下の通り各家2名が幕臣から任じられた。
- 田安徳川家（田安家）:1729年（享保14年）閏9月28日、西城新番頭であった森川俊勝と先手頭であった伏屋為貞。
- 一橋徳川家（一橋家）:1735年（享保20年）9月1日、先手頭であった建部広次と小納戸であった山本茂明。
- 清水徳川家（清水家）:1757年（宝暦7年）5月21日、小納戸であった村上義方と簾中御方御用人であった永井武氏。

### その他
- 小笠原氏（尾張犬山1万石） - 尾張藩（東条松平家）
小笠原吉次が慶長5年（1600年）11月より松平忠吉（尾張清洲52万石）の附家老となる。忠吉が慶長12年（1607年）3月5日没し、無嗣により除封されたため、吉次は慶長12年（1607年）閏4月29日下総佐倉へ転封され独立の譜代大名となった。
- 皆川氏（信濃飯山4万石） - 信濃川中島藩（長沢松平家）
皆川広照が慶長8年（1603年）に松平忠輝（信濃川中島14万石）の附家老となるが、慶長14年（1609年）に忠輝の行いが諫言しても改まらないことを徳川家康に訴え、かえって家康の勘気を蒙り改易され隠居する。大坂の陣での戦功もあって忠輝改易後の元和9年（1623年）に赦免され、常陸府中1万石を与えられて譜代大名として復帰した。
- 能見松平氏（越後三条2万石） - 越後高田藩（長澤松平家）
松平重勝が慶長19年（1614年）より松平忠輝（越後高田60万石）の附家老となる。忠輝が元和2年（1616年）7月5日不行跡により除封されたのち、元和3年（1617年）12月下総関宿へ転封され独立の譜代大名となった。
- 稲葉氏（越後糸魚川2万石） - 越後高田藩（福井松平家）
稲葉正成が元和4年（1618年）2月より松平忠昌（越後高田25万石）の附家老となる。松平忠昌が本家である越前福井藩を継いだ際、幕府直臣帰参を願っていた正成は同行を拒否し元和9年（1623年）逐電退去した。既に譜代大名であった息子の正勝の領内（常陸柿岡藩1万石余）で謹慎処分ののち寛永4年(1627年)2月に（息子正勝とは別に）下野真岡2万石余の譜代大名となる。寛永5年（1628年）の正成の死後、遺領2万石は正勝に足して相続され正勝は合計4万石となっている。これらの直臣復帰運動の成功や寛大な処分については、正成の妻が3代将軍徳川家光の乳母である春日局である影響は否定できない。
- 室賀氏 - 館林藩（館林徳川家）
旗本の室賀正俊は将軍徳川家光の子の館林藩主徳松（徳川綱吉）の附家老とされ、7,200石を賜る。嫡男の室賀正勝の代に綱吉が将軍になると室賀氏も幕臣に復し、子孫は5,500石の大身旗本として存続した。
- 岡部氏 - 甲府藩（甲府徳川家）
岡部長盛の六男・岡部定直は幕臣であったが、甲府藩の附家老として派遣されていた。のち、藩主徳川家宣の将軍就任と共に付随して再度幕府直臣となり、旗本3,000石となった。
- 中根氏（3,000石） - 大多喜藩のち桑名藩
中根忠実は 織田信長の庶弟で母は尾張熱田の商家の娘とする説がある。その説に拠れば母方の縁で中根氏に養子に入ったが、三方ヶ原の戦いで戦死した徳川家康配下の中根氏の跡を継ぐこととなった。家康の関東移封後、本多忠勝が上総大多喜に任じられたが、家康の命により忠実は忠勝の異父妹婿という縁により忠勝に配属された。故に本多家からとは別に幕府からも1,000石の扶持を受けていた。のち大多喜城の留守居役などを務め、本多家の伊勢桑名に転封ののちは町割りなどに活躍したが、忠勝死去に際して殉死（追腹）した。中根氏の子孫はのち1,000石扶持を幕府に返還することで本多家の直臣化し、代々本多家の家老職を務める家として仕えた。

## 井伊家・榊原家の「御付人」
譜代大名となった井伊直政（上野国箕輪藩、後に近江国彦根藩）・榊原康政（上野国館林藩）は元々代々受け継いだ家臣団があるわけではなく、各々がおよそ一代で徳川家康の信任を得ることでのちに大封を受けたが、ともに一族や譜代の家臣が少ないことにより領地経営や大封に見合った軍役に支障が出るため、家康の指示により本来は徳川氏の直臣の中から（いわゆる与力・寄騎として）井伊家・榊原家の下に配属させられた家臣がいた。これを「御付人」などと称する（前述の本多忠勝家における中根忠実を祖とする中根氏もこれに相当する）。
井伊家では井伊谷三人衆（近藤氏（近藤秀用）・菅沼氏（菅沼忠道）・鈴木氏（鈴木重好））や川手氏（川手良則）・木俣氏（木俣守勝）・椋原氏（椋原政直）・西郷氏（西郷正員（正友））、榊原家では中根氏・原田氏・村上氏などがこれに当たる。
御付人は両家において家老などの要職に就く重臣層を形成したが、一方で陪臣になることを快く思わず、徳川家の直臣への復帰を訴える行動が度々発生した。
井伊家の例では井伊谷三人衆は井伊家を去った一方、木俣氏や西郷氏は井伊家の直臣化して、代々家老として仕えた。椋原氏は数代で家が一旦途絶えたが、のち血縁の西郷氏の一人を立てることで御家再興した。だがこの時点で「徳川本家からの御付人」ではなくなったと看做されたのか、以降の椋原氏は重臣ではあるが家老職には就いていない。川手氏は井伊家の親族扱いでかつ家臣筆頭であったが、川手良則の子が大坂の陣で戦死し、その子も早世したため、断絶となった。幕末に藩主一族により川手氏の名跡は再興されている。

榊原家では中根長重・原田種政・村上勝重は「三家老」と称され、三家の子孫は代々家老として仕える一方、榊原家とは別に幕府からもそれぞれ1,000石の扶持を受けて明治維新に至っている。これは、初代の三家老が徳川秀忠に対して徳川家の直臣への復帰を懇願した時、秀忠が形式的に1代限りの復帰を認めた上で、隠居料の名目で1624年に各々1,000石を与えて子孫への相続が認められた。つまり、以降榊原家の直臣となった子孫がしかし「幕府からも知行を受けている、すなわち榊原家の臣ではあるが、幕府直臣でもある」という立場をそのまま相続することを認めたから、とされている。のち、幕府の慶応の改革の際、旗本の軍役が金納に代わった時にこの1,000石分の軍役の扱いについて、幕府勘定所と榊原家（当時は越後国高田藩）の間で論争になっている。村上勝重の長男・次男・弟もそれぞれ榊原家に仕えたが、三男は徳川直参となっている。

## 徳川幕府以前の付家老
時の権力者の構想により、大身の家中が急造された場合や、本家と別に分家が立てられた際などに、実務能力などを買われた家臣が本家などから配属させられる例は、江戸幕府以前からも普通に行われていた。室町幕府が鎌倉公方を設置した際や、大名が本家とは別に遠国の守護領を拝領した場合、織田信長が自身の子息や家臣をいわゆる軍団化させた場合の寄騎とされた武将、豊臣秀吉が自身の親族を大身の大名に取り立てた際などである。これらの配属された寄騎の者らの中でも、特に重臣として家中の采配を任じられた者を「付家老」と表現する場合がある。

### 豊臣秀吉による親族大名への付家老配属の例
- 豊臣秀次（秀吉の後継者。計100万石）

配属された宿老
（秀次改易事件前までに転出済）
田中吉政（傅役、筆頭家老、八幡山在城→三河岡崎城主、与力大名へ）
中村一氏（近江水口城主→駿河駿府城主、与力大名へ）
一柳直末（大垣城主ほか）
堀尾吉晴（近江佐和山城主→遠江浜松城主、与力大名へ）
山内一豊（近江長浜城主→遠江掛川城主、与力大名へ）
宮部宗治 （改易時すでに死亡か？　詳細不明）
（改易事件時）
前野長康 - 後見役。秀吉が織田家臣時代初期からの古参家臣。ただしその頃の長康は正式には織田家臣であり、秀吉には寄騎として配されていた。
渡瀬繁詮 - 遠江横須賀城主。関東の由良成繁の次男として誕生し、上京して秀吉に仕えていた。
家老
木村重茲 - 秀吉の古参の家臣。越前府中12万石。
粟野秀用 - 奥州伊達氏の家臣から秀吉の家臣。伊予国正木城10万石。
白江成定 - （秀次が養子入りした三好家の元々の家臣であったとされ、秀吉からの配属ではない。）
熊谷直澄 - 若狭武田氏の家臣から織田氏、次いで秀吉に仕えて秀次付属。
前野景定 - 前野長康の子。
一柳可遊 - 秀吉が織田家臣として長浜城主の頃からの秀吉家臣。
服部一忠 - 織田信長家臣として桶狭間の戦いに参戦し、のち秀吉家臣。
徳永寿昌 - 近江出身。柴田勝家家臣から秀吉家臣。
- 小早川秀秋（丹波国亀山領10万石（7歳）→筑前国30万7千石）

山口宗永 - 丹波以来の筆頭家老。秀秋の越前国への減転封時に加賀国大聖寺の独立大名に取り立てられた。関ヶ原の戦いの際に北国戦線で討死。
松野重元 - 丹波以来の家臣。関ヶ原の戦いの本戦中に小早川勢より離脱。
稲葉正成（通政） - 秀吉家臣であった稲葉重通の養子。岡山転封後に秀秋と対立して逐電し、稲葉氏の出身地の美濃国内に蟄居処分となった。秀秋の改易後に浪人となったが、後妻は春日局であり、徳川氏政権の下で美濃国内で独立大名となったが、徳川家康の孫の松平忠昌の附家老として越後国清崎城主とされた。しかし忠昌が兄の越前国福井藩を相続する際にこれに従わずに出奔し、息子の領内で蟄居処分とされたが、数年後に再度、幕府直参の譜代大名として取り立てられた。
平岡頼勝 - 秀秋の死後浪人となり、家康に召しだされて大名となった。

## 補注
1. 1 2 3  小山2006年
2. ↑  岩本馨「御三家附家の江戸屋敷について」2004年07月（『(学術講演梗概集. F-2, 建築歴史・意匠 2004』）
3. ↑  白根孝胤「徳川一門付家老の成立過程と駿府政権」1999年3月（『徳川林政史研究所研究紀要33』）
4. ↑  小山誉城「紀伊徳川家付家老水野忠央と将軍継嗣問題」2011年（『徳川将軍家と紀伊徳川家』精文堂出版）
5. ↑  山田忠雄「田沼意次の政権独占をめぐって」1972年4月 （『史学44-3』慶應義塾大学）
6. ↑  小宮山敏和『譜代大名の創出と幕藩体制』（吉川弘文館、2015年） ISBN 978-4-642-03468-5

## 研究書
- 小山譽城『徳川御三家付家老の研究』（清文堂出版、2006年） ISBN 4-7924-0617-X
- 大宮守友・小山譽城編『奈良県・和歌山県の不思議辞典』（新人物往来社、1998年） ISBN 4-404-02628-5